# Matamala (Zaragoza)
Matamala es un despoblado medieval situado en el actual término municipal de Quinto, en la comarca de la Ribera Baja del Ebro y en la provincia de Zaragoza, España. 

## Historia
Fundada a partir de 1178, cuando en el proceso de reestructuración espacial y demográfica que siguió a la conquista cristiana de este territorio, concedida por Alfonso II de Aragón a Íñigo Cortada para repoblarla. Jaime I concedió el castillo de Matamala con la villa a Pedro de Valimaña el 18 de septiembre de 1256. En 1260 tenía el título de villa y en 1280 consta como localidad del arciprestazgo de Belchite en Rationes decimarum Hispaniae.
En el siglo XIV fue propiedad de los condes de Luna y tras la confiscación de sus propiedades por su apoyo a la revuelta del conde de Urgel en el siglo XV, de la baronía de Quinto de los Funes. Quedó despoblada en 1495 (documentada en 1495).
Perteneció posteriormente al corregimiento de Zaragoza entre 1711 y 1833. En el año 1834 consta como un despoblado de Quinto, aunque en 1848 Madoz menciona 9 habitantes. Dicho diccionario geográfico describe la localidad en el periodo como sigue:

Matamala: desp. ó cot. red. de la prov. de Zaragoza, part. jud. de Pina, térm. jurisd. de Quinto. sit al S. del mismo, en la rb. der. del r. Ebro, donde se encuentra la Virgen de Matamala, que antiguamente fue mezquita y después parr., conservándose todavía su pila bautismal. En la cresta del montecito contiguo a ella existe un trozo de pared del cast. árabe que allí hubo. El terreno es de regular calidad y produce granos, vino y aceite. Pobl. 9 alm.
Madoz, 1848, p. 298

En 1940 vuelve a constar como despoblado

## Lugares de interés
- Ermita de Nuestra Señora de Matamala
- Castillo de Matamala

- Datos: Q18286202